# Вахтмейстер, Густав
Граф Густав Вахтмейстер (швед. Gustaf Wachtmeister; 1757—1826) — шведско-прусский генерал, участник русско-шведских войн.

## Биография
Родился 25 июля 1757 года в Карлскруне. В 1772 году вступил на военную службу прапорщиком. В 1778 уехал за границу, где поступил на прусскую военную службу и принимал участие в войне Баварской наследство. Был адъютантом генерала Ю.Л. Хорда.
Вернувшись в Швецию в 1780 году, Вахтмейстер получил чин полковника в Далекарлийском полку. Принимал участие в русско-шведской войне 1788—1790 годов. Отличился в сражении при Валкеала и был произведён в генерал-майоры с назначением командиром Бохусленского полка. С 1792 года командовал Сёдерманландским полком. В том же году он был произведён в генерал-лейтенанты и назначен командиром Северного корпуса.
В 1808—1809 годах Вахтмейстер вновь сражался против России. В 1809 году высадившись в тылу корпуса генерала Каменского в Ратане, атаковал русских, но потерпел поражение в сражении при Севаре, после чего эвакуировался. 
В 1813 году Вахтмейстер вышел в отставку.
Скончался 20 июля 1826 года в своём имении в Сёдерманланде.

## Награды
- Орден Меча, рыцарский крест (RSO1kl) (24 января 1779)
- Орден Меча, большой рыцарский крест с брошью в виде меча (RmstkSO1kl) (2 сентября 1789)
- Орден Меча, командорский крест (KSO1kl) (1794)
- Орден Меча, командорский крест со звездой (большой крест) (KmstkSO) (1 ноября 1797)
- Орден Серафимов (13 июля 1809)
- Звание «Одного из лордов королевства» (4 июля 1817)